# Било, Шарль
Шарль Било́ (фр. Charles Bilot; 11 марта 1883, Париж — 17 сентября 1912, там же) — французский футболист, игравший на позиции защитника, выступал за команды «Париж» и «Серкль Атлетик де Пари».
В составе национальной сборной Франции провёл 5 матчей. Один из 12 футболистов-участников первого официального матча сборной Франции. В 1908 году сыграл одну игру за вторую сборную Франции на Олимпийских играх.

## Биография
Шарль Било родился в марте 1883 года в Париже — у него также был младший брат Жорж, родившийся в мае 1885 года. Шарль вместе с братом выступал за местный футбольный клуб «Париж», оба играли на позиции защитника.

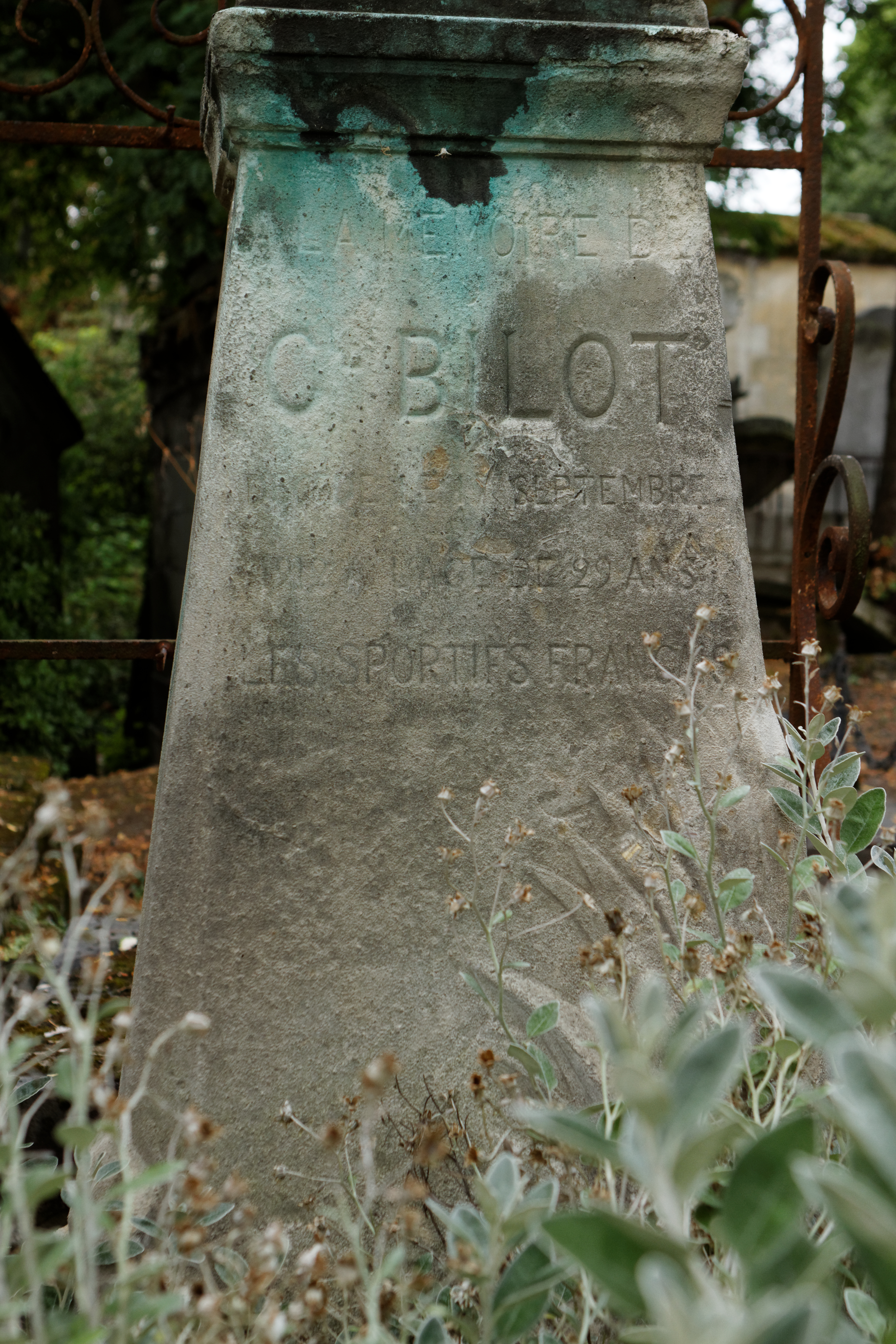
Могила Шарля Било на кладбище Пер-Лашез

В 1906 году Било с командой дошёл до финала чемпионата Франции, который проходил под эгидой Союза легкоатлетических обществ Франции. В финале «Париж» уступил со счётом 4:1 клубу «Рубе». В том же году его команда после объединения с «l’Union Sportive» стала называться «Серкль Атлетик де Пари». В 1909 году братья Било в составе «Серкль Атлетик» заняли второе место в чемпионате Франции, уступив в финальной встрече марсельскому клубу «Стад гельветик» — 3:2.
В 1904 году Шарль с братом стали одними из двенадцати футболистов выбранных в сборную Франции для участия в футбольном турнире в Бельгии. Матч со сборной Бельгией был организован в рамках франко-бельгийской дружбы и получил название Évence Coppée Trophy, в честь его основателя — бельгийского аристократа Эванса Коппе. Встреча между сборными состоялась 1 мая на стадионе «Стад-дю-Вивье-д’Уа» в Уккеле и завершилась вничью — 3:3.
В октябре 1908 года он отправился со сборной на Олимпийские игры в Лондон. На турнире Шарль сыграл за вторую сборную Франции против датчан — четвертьфинал завершился крупным поражением французов со счётом 0:9.
В 1911 году Било провёл три матча за сборную — против Италии, Швейцарии и Бельгии. В последний раз за сборную он сыграл 28 января 1912 года против бельгийцев в Сент-Уэне.
Шарль умер 17 сентября 1912 года от лёгочной инфекции. Похоронен в Париже на местном кладбище Пер-Лашез.